# Allan Thompson
Allan Thompson is een schurk in de stripverhalen van De avonturen van Kuifje van de Belgische tekenaar Hergé (1907-1983). Zijn oorspronkelijke Franse naam is eveneens Allan Thompson.
Zijn debuut was in De krab met de gulden scharen (1940). Hierin is hij de stuurman van het schip de Karaboudjan, ofwel de tweede man aan boord na kapitein Haddock, die in dit verhaal eveneens voor het eerst voorkomt. Door Haddock met whisky continu dronken te voeren, heeft Allan in feite de leiding over het schip. In de tweede, ingekleurde, versie van De sigaren van de farao werd zijn personage toegevoegd. Chronologisch komt dit album vóór De krab met de gulden scharen. Door Allans eerdere introductie wordt het voor de lezer duidelijk dat hij eerder al banden heeft met Roberto Rastapopoulos, het hoofd van meerdere criminele bendes. In beide voornoemde verhalen smokkelt Allan opium.
Allan komt ook voor in Cokes in voorraad (1958), waarin hij opnieuw actief is met de smokkel, nu van Afrikaanse slaven (in opdracht van Rastapopoulos, die zich in dit verhaal voordoet als markies Di Gorgonzola). Ten slotte komt hij voor in Vlucht 714 naar Sydney (1968), waarin hij met Rastapopoulos samenwerkt om Laszlo Carreidas te ontvoeren. Het plan mislukt, en Allan raakt zijn hele gebit kwijt in een schermutseling met de Sondonesiërs (geronselde inlanders). Allan Thompson en Rastapopoulos worden aan het eind van dit verhaal met hun overige handlangers door buitenaardse wezens meegenomen naar een onbekende bestemming. 
In de Engelstalige uitgaven wordt hij alleen met zijn voornaam genoemd, om geen verwarring te zaaien met de twee detectives Jansen en Janssen, die in de Engelstalige uitgaven Thomson en Thompson heten.